# Compagnia barracellare
Le Compagnie Barracellari (in sardo Barrantzellos) sono organismi, tipici della Regione Autonoma della Sardegna,  a cui sono affidati importanti compiti di natura privatistica e pubblicistica e di cui i Comuni si dotano, liberamente, diventando, di conseguenza, i primi diretti interlocutori e responsabili del corretto funzionamento delle stesse e rispetto alle quali esercitano anche la sorveglianza sulla gestione contabile e amministrativa ai sensi dell’art. 17, c.8 della L.R.25/88. 
Le compagnie sono dedite istituzionalmente alla tutela della proprietà rurale ed alla prestazione assicurativa per i danneggiamenti subiti dei beni affidati alla loro custodia. Tra i diversi compiti collaterali e di collaborazione con le autorità territoriali spiccano le materie di competenza della regione sarda tra cui la tutela dell’ambiente e il servizio antincendio. 
Le compagnie barracellari possono operare in forma associata fra comuni confinanti e diffuse su tutto il territorio regionale.
L'etimologia del nome barracello ha origine dallo spagnolo barrachel, che ha la stessa origine dell'italiano bargello, in sardo barratzellu/barracellu (che indicava una guardia armata di nomina politica, generalmente campestre).
Secondo quanto riportato nel Dizionario storico etimologico Spagnolo militare pubblicato nel 1869, ad opera del Colonnello Josè Almirante de Coronella, la prima citazione ufficiale del termine Barrachel de Campagna trova riscontro nelle ordinanze risalenti al 1536. In Spagna il Barrachel de Campagna faceva parte di un organo esercente funzioni di polizia ad ordinamento militare. Successivamente la prima citazione ufficiale dei barracelli in Sardegna risale al 1570 - 1572 circa.
L'istituto, che ha antiche origini giudicali, nel XVII e nel XVIII secolo si presenta, infatti, come una speciale squadra di guardie campestri dei comuni che si rinnova di anno in anno nell’ambito della comunità rurale o urbana e che in cambio dei contributi versati dagli allevatori e dai coltivatori s’impegnava a pattugliare il territorio, a proteggere le attività agricole, a prevenire i reati, a sorvegliare i beni rurali e in particolare a risarcire i danni causati da furti, atti vandalici e sconfinamenti del bestiame che siano rimasti impuniti. Perseguendone gli autori e indennizzando i proprietari, comportandosi al tempo stesso come polizia rurale e come una sorta di società di assicurazione.
I barracelli, con la denominazione specifica e con le loro caratteristiche competenze, in Sardegna hanno avuto invece origine quasi sicuramente a Sassari e ad Alghero. Nel Comune di Sassari nel XVI secolo, in cui si ha la prima citazione significativa con la quale il Sindaco di Sassari, chiedeva al Parlamento (1572-1574) che "il sistema dei barrancelli" fosse esteso a tutta la Sardegna a causa del grave stato di ordine pubblico nelle aree rurali. Il testo del Sindaco di Sassari era il seguente: "Affinché gli abitanti del Regno possano con più profitto occuparsi della coltivazione della terra ed essere signori dei loro averi, del bestiame, dei seminati [...] e affinché i contadini possano con più sicurezza risiedere fuori dai centri abitati, per occuparsi meglio dell'agricoltura, del bestiame e delle altre attività [...] piaccia a V.S. ordinare che nel resto del Regno, come già nel Capo di Logudoro, si istituiscano i barincellos ovvero justitia de campana, con la giurisdizione, i poteri e le altre cose che a V.S. sembreranno più opportune, affinché possano e debbano perseguire i ladri, i malfattori e i banditi che vanno per la campagna [...] e che i salari dei detti barinjellos vengano tratti dalla summa del servei del parlament."
Durante la loro storia furono abolite una prima volta nel 1819 e sostituite con i Cacciatori reali di Sardegna. Furono ricostituite nel 1827 e riconfermate nel 1836, anche se negli anni successivi molte furono le proposte parlamentari per la loro abolizione (1848, 1849, 1850). Il Governo Sardo invece le riorganizzò con Legge 22 maggio 1853, e quello italiano le regolamentò con il Regio Decreto 14 luglio 1898, n. 403, dando loro un inquadramento più simile alle guardie delle province e dei comuni.
Dopo l'unità d'Italia la disciplina venne risistemata con la Legge Regionale n.25 del 15 Luglio 1988.
I singoli Comandi dei Barracelli sono diretti da un Capitano nominato dal Consiglio Comunale, che è responsabile verso il Sindaco del corretto svolgimento del servizio, della disciplina e dell’impiego tecnico - operativo dei barracelli.

## Storia

### Il Periodo Giudicale
I barracelli derivano da una forma spontanea di scolca risalente a molto prima dell'arrivo degli Aragonesi nell'Isola e precisamente al periodo dei Giudicati (terminato nel XIV secolo) quando i barracelli erano infatti chiamati juratos (o jurados de logu), ed erano coordinati da un maiore de scolca che ne rispondeva direttamente all'antesignano del Sindaco odierno, il maiore de villa. Il "livello di attenzione" della vigilanza era garantito dal rischio patrimoniale che assumevano personalmente in quanto sin da allora sarebbe stato a loro carico il risarcimento dei danni eventualmente patiti dai proprietari dei terreni da essi vigilati, ove fossero stati derubati o altrimenti lesi.
La criminalità, secondo alcuni studi, era caratteristicamente individuale in quanto la Carta de Logu - che pure annoverava fattispecie di crimini con grande dettaglio giungendo a trattare del furto commesso da amanti in camera da letto - non menzionava fenomeni associativi come la bardana né il brigantaggio, che pure imperversavano in Continente; inoltre, a differenza che nel resto d'Italia, ai Templari non fu consentito l'esercizio di attività di polizia, almeno nella misura in cui lo si era concesso dall'altra parte del mare, segnale forse di una situazione generale di soddisfacente tranquillità tale da non costringere a delegare il controllo del territorio a ordini militari e cavallereschi esterni.

### Il Periodo Aragonese
In seguito, nel 1570 gli Aragonesi diedero loro il nome di Barrachellos, dal quale deriva l'attuale denominazione. In questa fase i Barrachellos ebbero vaste competenze in materia di ordine pubblico e pubblica sicurezza ed il loro reclutamento avveniva per coscrizione, sempre quindi su base obbligatoria, ora in analogia con altre prestazioni obbligatorie gravanti sul mondo rurale come in primo luogo la roadia.
Ulteriori documenti storici che richiamano l'istituzione dei barracelli ci rimandano alla città di Alghero con l'Ordinanza consiliare algherese che nel 1609, per gravi questioni di ordine pubblico, furti e danneggiamenti ad opera sia di vagabundos suoi abitanti, sia di forasters che si recano in città, decide di costituire i barranchellos de campanya (eleggendone otto) con l'obiettivo di "volent stirpar semblant latrocinis".
Le origini dei barracelli algheresi, quale organo civile e paramilitare, risalgano agli inizi del XVII sec., questo è attestato dalle Ordinanze e deliberazioni del Consiglio civico di Alghero in materia agraria (1582-1649). Tuttavia, è solo dal 1683 che la loro continuità amministrativa (1683-1848) è attestata da numerose fonti documentali conservate presso l’Archivio Storico Comunale di Alghero. Si tratta di un corpus davvero imponente: 170 registri (1683-1829) tra Registres de danys, Registres de cavalls i bísties de mola, Registres de bestiar viu, Registres d’estimes de fruita, Registres de vinyes tancades, Registre dels capitols dels barranchellos del any 1684 y 85, Capitols dels barrancheles, Capitulos que deve observar la barranchelaria de la ciudad de Alguer, oltre a una copiosa messe di documenti sparsi. La maggior parte dei registri è stilata in catalano fino al 1829; invece, nei Capítols e nei Registres de bestiar viu compaiono documenti redatti in catalano, castigliano e italiano. I Capítols illustrano il carattere civile e para-militare della compagnia, la sua organizzazione gerarchica, rinnovata di anno in anno, costituita da un Capitano – designato dal Consiglio Generale della città – uno o due Tenenti e diversi barranxels (o soldats) scelti dal Capitano. Alle norme fissate nei Capítols dovevano attenersi sia la compagnia dei barracelli sia i proprietari agricoli e gli allevatori: per denunciare i danni e richiedere l’indennizzo corrispondente si ricorreva al Registre de danys redatto da un notaio, che vi annotava anche i procedimenti civile e amministrativo cui rifarsi.

### Il Regno di Sardegna e l'Unità d'Italia

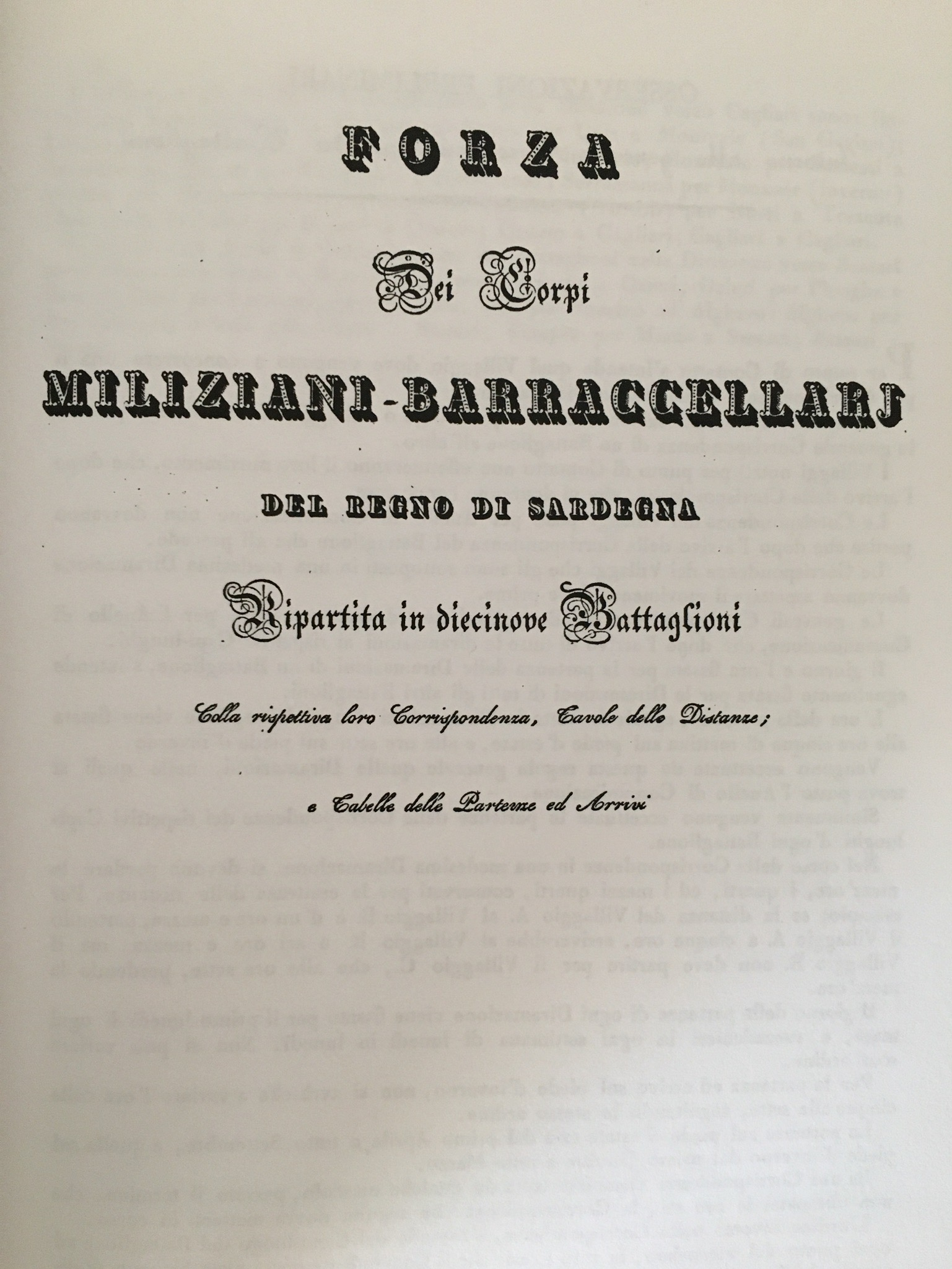
Milizie Barracellari del Regno di Sardegna

Con il passaggio della corona ai Savoia, il XIX secolo fu un secolo cruciale per il mondo agro-pastorale sardo. Sorsero infatti gravi problemi di ordine pubblico connessi alla forzosa trasformazione della proprietà rurale nel quadro di un'azione riformista di vasta portata.
Dalla secolare tradizione agricola cristallizzata negli ademprivi, si andava verso una diffusione della proprietà privata dei suoli al fine di incrementarne la produttività, e lo stravolgimento di usi e consuetudini consolidati da secoli non fu indolore per la società isolana.
Nel 1819 le Compagnie Barracellari furono soppresse ed inglobate nei Cacciatori di Sardegna.
Nel 1820 fu emanato il noto Editto delle chiudende ritenuto dai sardi come una grave ingiustizia. Dopo la sua pubblicazione nel 1823 crebbero i disordini legati alla sua applicazione, che prevedeva il riconoscimento della proprietà terriera - popolarmente avvertita come comune, collettiva - a chi in pratica fosse meramente riuscito a recingerla, avendosene per effetto innumerevoli abusi e conseguenti violenze, aggressioni, ritorsioni, aperte rivolte in buona parte delle campagne isolane. I barracelli furono perciò riammessi nel 1827, finché fu con il Regio Decreto del 22 maggio 1853, n. 1533, che si intese porre ordine più sistematicamente nella materia.

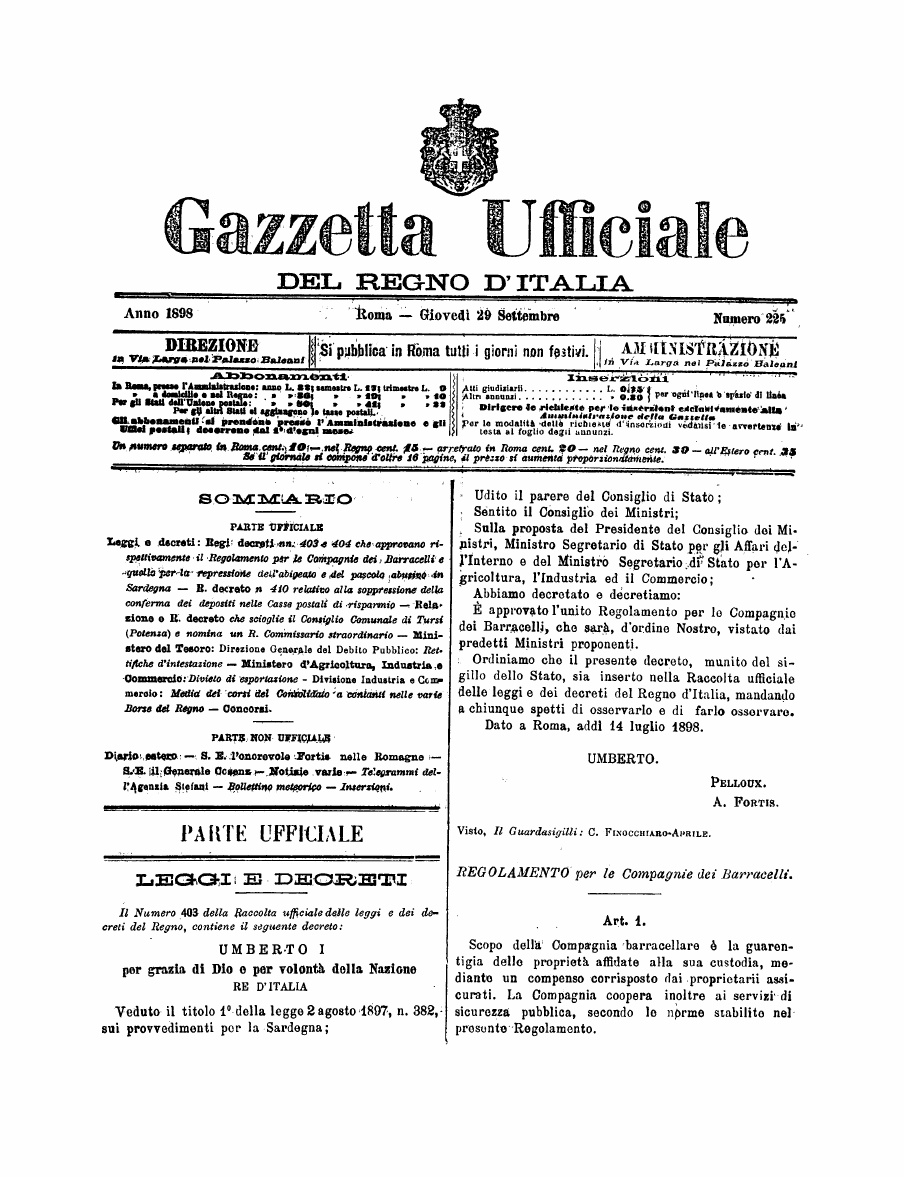
Regio Decreto Barracelli

Il Regio Decreto stabilì che il reclutamento dei barracelli dovesse avvenire su base volontaria, assimilando tali soggetti alle guardie campestri e li si attribuiva poteri di polizia giudiziaria e pubblica sicurezza per cui avrebbero potuto eseguire arresti in flagranza di reati punibili con la reclusione oppure in caso di incontro con persone in possesso di frutti della terra di cui non potessero giustificare la provenienza.
Successivamente venne emanato il Regio Decreto del 14 luglio 1898, n. 403; ed infine la Regione Autonoma della Sardegna le ha ulteriormente regolamentate e organizzate con la Legge Regionale 15 luglio 1988, n. 25.

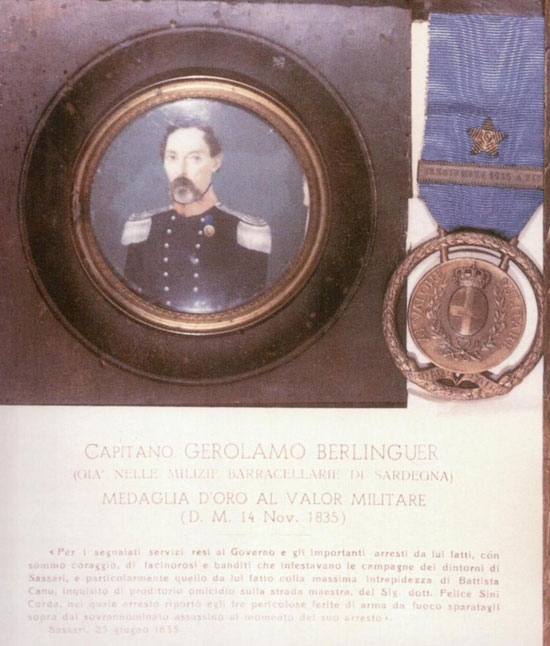
Gerolamo Berlinguer

Uno dei comandanti più illustri è stato Gerolamo Berlinguer, Capitano del Battaglione dei Barracelli di Sassari sino al 1835. Fece le sue prime esperienze nella milizia provinciale di Sassari ed in quella locale dei Barracellari, istituiti dalla monarchia sabauda in cambio dell’esenzione concessa ai Sardi dalla leva militare. Quando, nel 1832, Carlo Alberto ripristinò i vecchi ordinamenti delle truppe in servizio di pubblica sicurezza nell’Isola istituendo nuovamente i “Cavalleggeri di Sardegna”, Berlinguer transitò nel nuovo Corpo, ove prestò servizio, con i gradi di Luogotenente e Capitano, fino al 1842, quando le ferite riportate nel conflitto a fuoco che gli valse la Medaglia d'Oro al Valor Militare lo obbligarono ad entrare nel Corpo degli invalidi.

## Poteri di accertamento e qualifiche
Nelle materie di competenza della Regione Sardegna, indicate nell'art.2 della L.R. 25/1988, il capitano e gli ufficiali delle compagnie barracellari possono procedere all'accertamento delle violazioni di norme per le quali sia prevista la sanzione amministrativa del pagamento di una somma di denaro.
I soggetti che procedono all'accertamento delle infrazioni ai sensi dell'art.6, della L.R. 25/1988, sono titolari dei poteri previsti dall'art.13, primo e secondo comma, della legge 24 novembre 1981, n.689, fatto salvo l'esercizio degli specifici poteri di accertamento previsti dalle leggi vigenti. Il riconoscimento della qualifica di pubblica sicurezza da parte del Prefetto è prevista dalle leggi e si combina con il ruolo e le funzioni proprie dei barracelli armonizzandosi con i compiti istituzionali previsti. Da una lettura del testo di legge sul potere di accertamento delle violazioni di norme, in capo agli ufficiali delle compagnie barracellari e ai sensi e dell'art. 6 della L.R. 25/1988, 'limitatamente alle materie di competenza della Regione e per le quali è prevista una sanzione amministrativa del pagamento di una somma di denaro' gli ufficiali non hanno la qualifica di ufficiali o agenti di polizia giudiziaria, in quanto non hanno specifiche attribuzioni che possano derivare esclusivamente dalla legge e dalla funzione svolta, di esclusiva competenza statale.
La qualifica di agente di pubblica sicurezza è attribuita con decreto prefettizio della provincia del comune di appartenenza, previa comunicazione al Sindaco, su richiesta di questi, previo accertamento del possesso dei seguenti requisiti:
- godimento dei diritti politici e civili;
- non aver subito condanna a pena detentiva per delitto non colposo o non essere stato sottoposto a misura prevenzione;
- non essere stato espulso dalle forze armate italiane o dai Corpi militarmente organizzati o destituito dai pubblici uffici.
- assolvimento della scuola dell'obbligo o, in caso contrario, dare dimostrazione di saper leggere e scrivere.

Coadiuvano le forze di polizia dello Stato quando queste ne facciano richiesta.
Nel medesimo decreto di nomina ad agente di pubblica sicurezza è indicato, ai sensi dell’art. 12, comma 2, del Decreto del Presidente della Repubblica 19 Giugno 1979, n. 348, il tipo di armi che i barracelli sono autorizzati a portare durante il servizio.

## Funzioni e compiti istituzionali
I barracelli svolgono funzioni di:
- vigilanza rurale
- polizia amministrativa;

La normativa che disciplina le Compagnie Barracellari è la Legge Regionale della Sardegna del 15 luglio 1988, n. 25 avente ad oggetto "Organizzazione e funzionamento delle compagnie barracellari.", che stabilisce i seguenti compiti:
- salvaguardare le proprietà affidate loro in custodia dai proprietari assicurati, verso un corrispettivo determinato secondo le modalità previste dalla medesima legge regionale;
- collaborare, su eventuale richiesta di queste, con le autorità istituzionalmente preposte al servizio di protezione civile;
- prevenzione e repressione dell'abigeato;
- prevenzione e repressione delle infrazioni previste in materia di controllo degli scarichi di rifiuti civili ed industriali[19];
- collaborare, con gli organi statali e regionali, istituzionalmente preposti alle attività di vigilanza e tutela nell'ambito delle seguenti materie:
  - salvaguardia del patrimonio boschivo, forestale, silvo-pastorale, compresi i pascoli montani e le aree coltivate in genere;
  - salvaguardia del patrimonio idrico, con particolare riguardo alla prevenzione dell'inquinamento;
  - tutela di parchi, aree vincolate e protette, flora, vegetazione e patrimonio naturale in genere;
  - caccia e pesca;
  - prevenzione e repressione degli incendi;
- salvaguardia del patrimonio e dei beni dell'ente comune di appartenenza, siti fuori dalla cinta urbana, nonché amministrazione dei beni di uso civico e di demanio armentizio, secondo le modalità da stabilirsi con apposita convenzione.

I barracelli devono inoltre collaborare, nell'ambito delle proprie attribuzioni e nel rispetto delle norme vigenti, con le forze di polizia dello Stato quando ne sia stata fatta richiesta al Sindaco, per specifiche operazioni. La legge regionale del 1988 ribadisce la limitazione territoriale del servizio di polizia al solo territorio del comune di appartenenza, salvo la necessità di inseguire autori di crimini colti in flagranza, o in caso di richiesta da parte delle forze dell'ordine per l'espletamento di servizi particolari di ordine pubblico e simili.

## Uniforme
L'uniforme delle Compagnie Barracellari è stata diversa da Comune a Comune fino a quando non è stato regolamentato uno specifico disciplinare. Fino a quel momento l'uniforme che ogni Comune adottava presentava diversificazioni importanti tra Compagnie, e spesso alcuni Comuni non adottavano alcuna uniforme: qualcuno contraddistingueva il personale appartenente alla Compagnia con un gilet ad alta visibilità, qualcuno addirittura non forniva alcuna uniforme, portando così il personale ad espletare le sue funzioni in borghese. .
Con la Legge Regionale n.2 del 3 marzo 2017, viene finalmente uniformata la vestizione e le dotazioni del personale appartenente alle Compagnie Barracellari di ogni Comune della Sardegna. Il disciplinare, in attuazione dell’art. 13, c. 6, della legge regionale 25/88, modificato con legge regionale n. 2 del 3 marzo 2017, individua le uniformi, gli accessori, i distintivi di riconoscimento e di grado per gli operatori prestanti servizio presso le Compagnie e ne prescrive le caratteristiche per i materiali, i tessuti e i colori delle dotazioni.
La divisa identifica inequivocabilmente il barracello, ne esprime l’appartenenza, il ruolo e la funzione. L'operatore che la indossa deve agire secondo norme, regole e comportamenti comuni del gruppo e delle Compagnie Barracellari.
Non è consentito l’utilizzo di parti dell’uniforme con abiti civili.
Le divise, gli accessori e i segni distintivi di riconoscimento e di grado, sono diversificati e si distinguono nettamente da quelli militari o da quelli delle Forze dell'Ordine.
Fino alla piena e definitiva adozione dell’uniforme operativa, sugli abiti civili è obbligatorio l’uso della pettorina e durante il periodo di rinnovo della dotazione è consentito sfruttare e indossare a consumo le precedenti divise.
Al barracello è fatto divieto di fregiarsi di distintivi o nastrini non previsti dal disciplinare, ma ha l’obbligo di fregiarsi degli accessori identificativi delle Compagnie. Gli è vietato indossare la divisa fuori dal servizio, salvo l’intervallo di tempo strettamente necessario per raggiungere, da casa, la sede operativa della Compagnia Barracellare e viceversa.
Attualmente, vengono classificate 3 tipologie di uniforme e derivate in dotazione alle Compagnie Barracellari sarde:
- Uniforme Operativa
- Uniforme Ordinaria e di Rappresentanza
- Uniforme Antincendio

### Uniforme Operativa
L'uniforme operativa (UOP) è l'uniforme di servizio più comunemente utilizzata e attualmente in uso presso le Compagnie Barracellari e l'uso ne obbligatorio per tutti i Barracelli. L’utilizzo di tale capo durante l’orario di servizio è obbligatorio e necessario al fine di garantire la riconoscibilità e il decoro dei barracelli, l’omogeneità e la conformità su tutto il territorio regionale delle Compagnie barracellari.
Si compone di giubba e pantaloni unisex. La sua trama monocolore grigioverde scuro è realizzata in tessuto antistrappo (ripstop) con collo alla coreana chiuso da zip e patta anatomica in velcro. Le ampie tasche sul pantalone e sulla giubba sono verticali e molto pratiche. La tasca sinistra, sul fronte della giubba, è dotata di velcro e zip per apporre/custodire lo scudo di riconoscimento sempre obbligatorio. I bottoni utilizzati sono di tipo a pressione. Il cinturone ad alta tenacità è dotato di fibbia di sicurezza.
La versione derivata invernale prevede il giaccone pesante impermeabile con fodera. È composto dai medesimi colori della divisa operativa ma con la spalla scura. Nel retro, su due righe, reca la scritta di colore giallo COMPAGNIA BARRACELLARE. Sul fronte invece, in evidenza, sono disposti a destra, i gradi pettorali, e sul lato sinistro lo scudo di riconoscimento. 
La versione derivata estiva prevede il ripiegamento delle maniche nella giubba o l'uso (a seconda delle disposizioni) di una maglia manica corta modello polo unisex, molto pratica e comoda in tessuto di cotone e di colore grigioverde scuro, con spalla e il torace sono di colore verde scuro e appropriato design per potenziare la visibilità dei segni di riconoscimento e di grado. Lo scollo chiuso con 3 bottoni e sul retro è stampata su due righe la scritta “COMPAGNIA BARRACELLARE” in colore giallo. Sul bavero le mostrine in plastica. Sul lato sinistro del petto è appuntato lo scudo di riconoscimento, mentre sul destro il distintivo di grado pettorale. 
I capi di vestiario dell’Uniforme Operativa e gli accessori essenziali indicati nel regolamento, costituiscono il corredo e l’equipaggiamento standard dell'uniforme che identifica il barracello nell'esercizio delle funzioni ad esso attribuite.
Per particolari esigenze di servizio specificamente previste nel Regolamento barracellare comunale e prioritariamente svolte nel territorio urbano di appartenenza, tale divisa può essere sostituita dall’Uniforme Ordinaria e di Rappresentanza.
Il copricapo previsto per l'Uniforme Operativa è il berrettino tipo baseball con visiera per l'uso estivo, mentre per l'uso invernale è adottato il berretto di tipo norvegese di colore grigioverde scuro. Entrambi riportano come fregio, il logo della Regione Autonoma della Sardegna.
I guanti operativi, gli anfibi in pelle e la buffetteria sono di colore nero.
Per i servizi stradali è previsto l'uso del gilet ad alta visibilità da indossare al di sopra dell'Uniforme Operativa.

### Uniforme Ordinaria
L’uniforme ordinaria e di rappresentanza (UOR) è facoltativa e può essere adottata solo se il Regolamento barracellare comunale definisce i criteri e le modalità del suo impiego. L’adozione della (UOR) non sostituisce l’obbligo alla dotazione primaria della divisa operativa UOP.
La giacca, realizzata in tessuto “cordellino fresco lana” di colore verde scuro, ad un petto unico, chiuso da quattro bottoni in metallo dorato, riportanti lo stemma regionale, presenta sul petto due tasche anteriori munite di patta di chiusura con bottoni in metallo dorato sempre con stemma regionale ed ai fianchi due tasche laterali più grandi, munite di patta di chiusura con bottoni di dimensioni più piccole rispetto a quelli della chiusura della giacca. Questa è munita di spalline con bordatura in panno di colore giallo e fermate da bottoni in metallo dorato, uguali a quelli di chiusura delle tasche. Posteriormente, la giacca ha uno spacco centrale alto sino a quasi alla cintura. La bordatura filettata in panno di colore giallo è disposta anche attorno al giromanica e sul bavero.
I pantaloni, realizzati sempre nel medesimo tessuto e nel medesimo colore della giacca. A seconda del ruolo, il pantalone presenta, lateralmente sovrapposta alla cucitura della lunghezza delle gambe, una banda realizzata in panno giallo di larghezza di due centimetri per gli Ufficiali, o una bordatura filettata sempre in pallo di colore giallo per i Sottufficiali e gli Agenti.
L'uniforme derivata estiva della UOR, è costituita da: pantaloni, cappello, scarpe e da una camicia a maniche corte di colore verde ove previsto, con bottoni in metallo dorato, muniti di stemma regionale in rilievo, dotata di due tasche anteriori. Questa dev'essere indossata in servizio senza cravatta. Sulle spalline vengono indossati i distintivi di gradi in versione tubolare in tessuto plastificato di colore verde.
Il copricapo previsto per l'Uniforme Ordinaria di Rappresentanza è un berretto rigido con visiera e del modello “alla Bulgara”, realizzato nello stesso tessuto e colore dell’uniforme, filettato in panno giallo che lo percorre per tutta la circonferenza della cucitura alta. Sulla facciata anteriore spicca al centro il fregio realizzato in metallo dorato e smaltato riportante il logo della Regione Autonoma della Sardegna. A seconda del ruolo e del grado, ogni copricapo è dotato di uno specifico soggolo.
Alla camicia invernale a maniche lunghe è abbinata la cravatta di colore nero.
All'Uniforme Ordinaria di Rappresentanza, vengono abbinati (ove previsto) i guanti in pelle di colore nero.

### Uniforme DPI Antincendio
Nel servizio di lotta attiva agli incendi, svolto dai barracelli, l’uso e la dotazione dei DPI è obbligatorio e conforme alla normativa statale vigente in materia e ai nuovi Regolamenti europei. Per distinguersi facilmente dagli altri operatori preposti nella lotta attiva agli incendi boschivi e impegnati sul campo (vigili del fuoco, forestali, volontari della Protezione Civile, squadre di soccorso, ecc.), i barracelli devono essere identificabili attraverso i segni distintivi di grado e di riconoscimento e il logotipo della Compagnia barracellare.
Allo scopo di proteggersi da rischi e danni diversi e garantire la sua sicurezza, durante le attività di spegnimento degli incendi boschivi, il barracello indossa i DPI necessari che compongono l'Uniforme Antincendio.
Tale uniforme si compone di giubba, pantaloni, polo a maniche corte, calzature anfibie DPI. La giubba è realizzata in materiale ignifugo di colore verde scuro sulla parte bassa e sulle maniche, mentre di colore arancio sulla parte alta, spalle e petto. A metà del braccio, tra spalla e gomito, all'altezza del petto e facente il giro di tutto il busto e sulla parte inferiore della giubba, sono presenti delle bande di colore giallo ad alta visibilità realizzate in materiale combinato fluorescente e retroriflettente. Sul retro della giubba, sopra la banda gialla, erge la scritta di colore giallo/argento COMPAGNIA BARRACELLARE, mentre sul fronte della giubba, su velcro ignifugo, vengono applicati i gradi pettorali e il logo CB.
Completano l'uniforme speciali calzature DPI di tipo anfibio realizzate in materiale ignifugo, guanti da lavoro in tessuto ignifugo con bande riflettenti e rinforzo sulle dita, cinturone di sicurezza in pelle di colore nero dotato di moschettoni, e casco AIB modello "Picchio" con visiera.

### Mostreggiature
Dal 07 dicembre 2012, le mostreggiature delle Compagnie Barracellari sono di lega metallica leggera, costituite, in modo speculare, di una pipa (o fiamma ad una punta) di colore nero smaltato con bordo dorato, sottopannata con colore verde prato. L'insegna dunque è di forma rettangolare con bordo dorato, e hanno dimensione di 5 x 2,5 cm. Sul sottopanno spicca il monogramma "B" di colore giallo, verosimilmente dorato. Completa l'insegna nella parte inferiore, all'interno della pipa di colore nero, lo stemma della Regione Autonoma Sardegna.
Si appongono sul bavero della giacca dell'uniforme ordinaria e di rappresentanza, della camicia a maniche corte e del maglione.
Esiste una versione plastificata applicabile attraverso velcro di colore nero. Le insegne plastificate si appongono sul bavero della giubba operativa e Polo dell'uniforme operativa.
 Mostrina sinistra e destra

### Distintivo da taschino
Pendente in cuoio nero sostiene il distintivo di appartenenza realizzato in materiale metallico smaltato. Il distintivo è a forma di scudo sannitico con bordatura dorata. Lo scudo ha dimensioni pari a 3,85 x 3 cm ed è suddiviso prevalentemente in 3 sezioni sviluppate in senso orizzontale. La prima sezione in alto, di colore nero smaltato, riporta la dicitura "COMPAGNIA BARRACELLARE" in caratteri maiuscoli di colore bianco panna. La seconda sezione centrale di forma verosimilmente quadrata, è suddivisa in senso obliquo da sinistra verso destra e riporta due triangoli smaltati che riprendono i colori del gonfalone municipale; al di sopra della bipartita è collocato lo stemma araldico civico. La terza sezione in basso di colore nero smaltato, riporta la dicitura in caratteri maiuscoli di colore bianco panna con la denominazione dell'ente. Il font utilizzato è Arial.
Va collocato in posizione centrale del taschino sinistro dell'uniforme ordinaria e di rappresentanza, e della camicia a maniche corte.
 Esempio di distintivo da taschino

### Scudo di riconoscimento
Lo scudo di riconoscimento, in materiale plastico semirigido, garantisce il formato legale (dimensioni 85x55 mm) consentendone l'utilizzo all'occorrenza anche all'interno di un porta badge o di una bustina verticale con clip.
La placca è di forma rettangolare e di colore verde prato, attacca al capo attraverso l'apposito velcro. Sul fronte anteriore, la parte superiore riporta su due righe, la scritta colore bianco, COMPAGNIA BARRACELLARE. Nella parte inferiore è riportato l'ente di appartenenza, recante la quindi la dicitura COMUNE DI (ente) oppure UNIONE COMUNI di (nome). Al centro è posizionato, all'interno di un rettangolo di colore bianco, lo stemma araldico del Comune di appartenenza, riprodotto a colori.
Lo scudo di riconoscimento viene applicato obbligatoriamente in tutti quei capi dell'uniforme operativa in cui non è previsto l'uso del Distintivo Pendente, ovvero: sulla polo, sulla sovragiubba (giubbotto), sulla giacca sahariana, sulla pettorina e sul gilet ad alta visibilità.
 Esempio di scudo di riconoscimento

### Distintivi di qualifica
| Grado                 | Distintivo per controspallina | Distintivo tubolare | Distintivo pettorale | Soggolo |
| --------------------- | ----------------------------- | ------------------- | -------------------- | ------- |
| Comandante            |                               |                     |                      |         |
| Capitano              |                               |                     |                      |         |
| Ufficiali             |                               |                     |                      |         |
| Tenente               |                               |                     |                      |         |
| Sottenente            |                               |                     |                      |         |
| Sottufficiali         |                               |                     |                      |         |
| Maresciallo           |                               |                     |                      |         |
| Sergente              |                               |                     |                      |         |
| Graduati e Barracelli |                               |                     |                      |         |
| Caporale              |                               |                     |                      |         |
| Barracello            |                               |                     |                      |         |

## Sindacati
I barracelli sono rappresentati da due sindacati e da tre sigle rappresentative.
SINDACATI:
- CONFSAL - S.A.B. - Sindacato Autonomo Barracelli[21]
- S.A.R.O.P.O.L. - CONFSAL - Sindacato Autonomo Regionale Operatori di Polizia Locale

SIGLE RAPPRESENTATIVE:
- Conf.Ba.R. Confederazione Barracellare Regionale
- Unione Barracelli, associazione professionale e di rappresentanza dei Barracelli